# Marcus Lucilius Paetus
Marcus Lucilius Paetus war ein römischer Offizier aus dem Ritterstand zur Zeit des Augustus.
Sein monumentales Grab, das er noch zu Lebzeiten für sich und seine vor ihm verstorbene Schwester Lucilia Polla errichten ließ, liegt in Rom in der Nähe der Villa Albani und wurde 1885 entdeckt. Es handelt sich dabei um einen Rundbau aus Traverin und Marmor mit 34 m Durchmesser, der vermutlich von einem konischen Erdhügel von 17 m Höhe überragt wurde. Die Anlage ähnelt damit dem Augustusmausoleum. In der Grabkammer standen Büsten des Lucilius und seiner Schwester.
Die fünf Meter lange Grabinschrift, die zur Via Salaria ausgerichtet war, nennt die militärischen Funktionen, die Lucilius ausgeübt hat:
V(ivit) M(arcus) Lucilius M(arci) f(ilius) Sca(ptia) Paetus trib(unus) milit(um) praef(ectus) fabr(um) praef(ectus) equit(um). Lucilia M(arci) f(ilia) Polla soror
„Zu Lebzeiten. Marcus Lucilius Paetus, Sohn des Marcus, aus der Tribus Scaptia, Militärtribun, praefectus fabrum, Präfekt der Reiterei. Lucilia Polla, Tochter des Marcus, seine Schwester.“
Bereits in hadrianischer Zeit wurde das Grab unter großen Erdmassen begraben. Im 4. Jahrhundert wurde es als christliche Grabstätte wiederverwendet, die im frühen Mittelalter verwüstet wurde.